# 신성모독
신성모독(神聖冒瀆, 라틴어: blasphemia)은 종교적 실체나 성인을 향해 종교적 신에 대한 존경이 부족하거나 경멸을 보이거나 모욕하는 행위를 말한다. 독신이라고도 하며, 가톨릭에서는 독성으로도 부른다. 일부 국가에서는 신성모독 처벌법이 있으며 다른 나라들에는 신성모독을 저지른 사람들에게 이에 대한 변상을 청구하는 법이 있다.

## 신성모독법

신성모독법이 존재하지 않음
과거에 있었으나 폐지됨
지역 내 제한
벌금 및 제한
감옥형
사형

국교가 있는 일부 나라에서 신성모독은 형법 체계에서 불법으로 간주된다. 이러한 법률은 국교의 비소속자, 국교에 동의하지 않는 자들을 희생시키는데 사용될 수 있다.

## 이슬람교
쿠란과 하디스에는 신성모독에 대한 언급이 없다. 파키스탄 종교 학자 야베드 아메드 가미디에 따르면 이슬람의 어떠한 것도 신성모독법을 지지하지 않고 있다. 그 대신 이슬람 법리학자들은 샤리아에 위법 행위에 대한 부분을 만들었는데, 여기에서 신성모독의 처벌에는 벌금, 투옥, 태형, 절단, 교수형, 참수형을 포함할 수 있다고 되어 있다. 이슬람의 성직자들은 파트와를 제시함으로써 신성모독을 한 것으로 간주된 사람의 처벌을 청할 수 있다.

## 같이 보기
- 배교